# ساتوشي تاناكا
ساتوشي تاناكا (باليابانية: 田中 聡) هو لاعب كرة قدم ياباني، ولد في 2002 في ناغانو في اليابان.

## وصلات خارجية
- ساتوشي تاناكا على موقع رابطة كرة القدم اليابانية للمحترفين (اليابانية)
- ساتوشي تاناكا على موقع إي إس بي إن إف سي (الإنجليزية)
- ساتوشي تاناكا على موقع قاعدة بيانات كرة القدم.إي يو (الإنجليزية)
- ساتوشي تاناكا على موقع Soccerbase.com (لاعب) (الإنجليزية)
- ساتوشي تاناكا على موقع Soccerway.com (الإنجليزية)
- ساتوشي تاناكا على موقع عالم كرة القدم.نت (الإنجليزية)